# Asha Bhosle
Asha Bhosle, nata Asha Mangeshkar (Sangli, 8 settembre 1933), è una cantante e attrice indiana.

## Primi anni
Asha Bhosle nasce nella piccola frazione di Goar a Sangli, nella famiglia musicale del maestro Deenanath Mangeshkar, suo padre era un attore di teatro e un cantante di musica classica. Nel 1942, suo padre morì, costringendo la famiglia al trasferimento da Pune a Kolhapur e poi a Mumbai . Asha e sua sorella maggiore Lata Mangeshkar, iniziarono a cantare e a recitare in film per sostenere la loro famiglia. La sua prima canzone cinematografica è "Chala Chala Nav Bala" in lingua marathi Maze Baal (1943). La musica del film era di Datta Davjekar. Asha ha fatto il suo debutto cinematografico Hindi quando ha cantato la canzone "Saawan Aaya" nel film Chunariya (1948). La sua prima canzone da solista cinematografica Hindi è tratta dal film Raat Ki Raani (1949).
All'età di 16 anni Asha fuggì con il trentunenne Ganpatrao Bhosle, sposandolo contro la volontà della sua famiglia. Il matrimonio fallì miseramente per maltrattamenti subiti da Asha da parte della famiglia di Ganpatrao.
Nel 1960 Asha tornò a casa di sua madre con due figli, Hemant e Varsha, e incinta del terzo, Anand. Per questo motivo i rapporti con la sorella Lata, che vide il matrimonio di Asha come un abbandono, si deteriorarono, per poi peggiorare nel futuro.

## Carriera
Nei primi anni 60, i cantanti di riproduzione cinematografici di spicco come Geeta Dutt, Shamshad Begum, e Lata Mangeshkar dominavano il canto delle protagoniste femminili e dei grandi film. Asha cantava le canzoni che gli artisti principali rifiutavano: principalmente quelle delle cattive ragazze, o canzoni di film di seconda scelta. Nel 1950, ha interpretato più canzoni della maggior parte dei cantanti di riproduzione di Bollywood (essa era seconda solo a Lata). La maggior parte di queste canzoni facevano parte di film a bassi costi di produzione. Le sue prime canzoni sono state composte da AR Qureshi, Sajjad Hussain, e Ghulam Mohammed, e la maggior parte di esse non sono riuscite bene.  Cantando nel film Sangdil (1952), con il compositore Sajjad Hussain, ha ottenuto un maggiore riconoscimento. Di conseguenza, il regista Bimal Roy le diede la possibilità di cantare nel film Parineeta (1953). Successivamente Raj Kapoor le fece cantare "Nanhe Munne Bachche" con Mohammed Rafi nel film Boot Polish (1954), che ha guadagnato popolarità.
OP Nayyar ha permesso ad Asha di acquisire popolarità nel film C.I.D. (1956). Un altro successo è stato acquisito grazie al film Naya Daur (1957). I suoi duetti con Rafi come "Maang Ke Saath Tumhara", "Saathi Haath Badhana" e "Uden Jab Jab Zulfein Teri", composti da Sahir Ludhianvi, hanno guadagnato molti riconoscimenti. Importante è anche la collaborazione con Chopra che l'accompagnò in molte produzioni, come Gumrah (1963), Waqt (1965), Hamraaz (1965), Aadmi Aur Insaan (1966) e Dhund (1973). A poco a poco Asha, ha ricevuto il patrocinio di compositori come Sachin Dev Burman e Ravi . I suoi rapporti con Nayyar, sia professionali che personali, ebbero una rottura nel 1970.
Nel 1966, Asha incontrò il direttore musicale RD Burman con cui iniziò a collaborare nel film Teesri Manzil, che ha avuto una grande acclamazione da parte del pubblico. Secondo quanto riferito, quando Asha ha sentito il brano "Aaja Aaja", non si sentiva in grado di cantarlo, perché troppo occidentalizzato. Quando Burman le offrì di cambiare la musica, lei rifiutò, prendendolo come una sfida. Ha completato la canzone dopo dieci giorni di prove, e "Aaja Aaja", insieme con le altre canzoni come "O Haseena Zulfonwali" e "O Mere Sona Re" (tutte e tre duettate con Rafi), fecero grandissimo successo. La collaborazione di Asha con Burman portò a numerosi successi e al matrimonio. Tra gli anni 60 e 70, Asha dava la voce all'attrice e ballerina di Bollywood, Helen . Si dice che Helen partecipasse alle sessioni di registrazione in modo da poter comprendere il significato della canzone meglio e per studiare i passi di danza. Alcuni dei più grandi successi nati dalla collaborazione di Asha Bhosle e R. D. Burman includono Piya Tu Ab to Aaja dal film Caravan (1971) , Yeh Mera Dil dal film Don (1978), "Dum Maro Dum" dal film Hare Rama Hare Krishna (1971) e molti altri.
Nel 1980 avvenne il matrimonio tra Asha e R. D. Burman.
Il repertorio della Bhosle varia dalle colonne sonore alla musica pop, ai generi etnici e tradizionali indiani come il ghazal ed il bhajan. Ha cantato in oltre 14 differenti lingue, incluso l'assamese, l'hindi, l'urdu, il telugu, il marathi, il bengali, il gujarati, il punjabi, il tamil, l'inglese, il russo, il ceco, il nepali, il malay ed il malayalam.

In totale si considera che la Bhosle abbia cantato oltre 12.000 canzoni. Benché sua sorella, Lata Mangeshkar sia stata inserita nel Guinness dei primati fra il 1974 ed il 1991, per essere la cantante ad aver registrato più canzoni al mondo, alcune fonti considerano il numero di canzoni della Mangeshkar esagerato, affermando che la Bhosle ne abbia registrate molte di più. La stessa Bhosle ha indicato le proprie registrazioni intorno alle 12 000 unità. Molti fan di Asha Bhosle affermano che la cantante abbia cantato più di 20 000 canzoni. In una intervista, fu chiesto ad Asha Bhosle se avesse davvero cantato circa 25 000 canzoni. Lei rispose di no considerandolo umanamente impossibile, ma confermando il numero di circa 12 000.

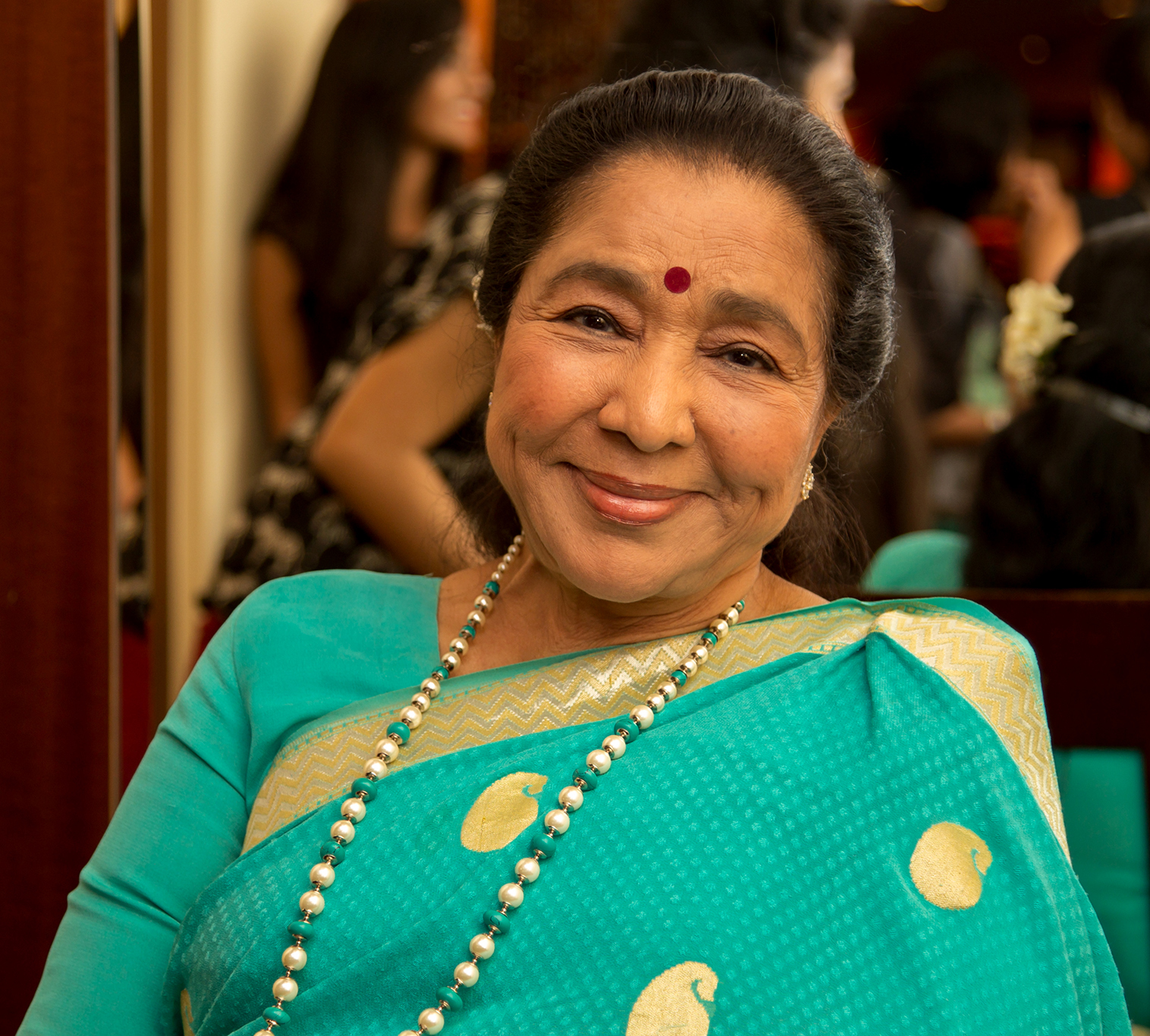
Asha Bhosle nel 2015.

Il celebre brano del 1997 Brimful of Asha, registrato dal gruppo britannico Cornershop era dedicato ad Asha Bhosle.
Nel 2012 la figlia Varsha Bhosle, commette il suicidio, per depressione.
Nel 2013 per la prima volta Asha Bhosle ha svolto il ruolo di attrice per il film "Mai" diretto da Mahesh Kodiyal.
Il 28 settembre 2015, durante il suo tour a Singapore, Asha perde il figlio Hemant per cancro.
Nel 2016 inizia il Farewell Tour (Tour dell'addio) con il quale visiterà per l'ultima volta molti dei Paesi che nel passato l'hanno accolta svariate volte. Sono compresi l'Australia, L'inghilterra, gli Stati Uniti, e ad eccezione, per la prima e l'ultima volta l'Africa.
Il 25 febbraio 2017, Asha si esibisce con il suo concerto "The Last Empress" a Nuova Delhi, per salutare il pubblico della città per l'ultima volta.
Nel 2017, canta la canzone composta da Anu Malik "Prem Me Tohre" per il film Begum Jaan, riscuotendo grande successo.
Nel luglio 2018 Asha pubblica una nuova canzone devozionale dedicata a Acharya Vidyasagar, intitolata "Acharya shri". Lo stesso mese pubblica una nuova canzone hindi, "Teri Yaad Satawe Sawan Mein".

## Filmografia

### Anni 40
- Chunaria, regia di Ravindra Dave (1948)
- Karwat, regia di Prakash (1949)
- Lekh, regia di G. Rakesh (1949)

### Anni 50
- Posti, regia di Krishna Dev Mehra (1950)
- Bawre Nain, regia di Kidar Nath Sharma (1950)
- Bijli, regia di Sushil Sahu (1950)
- Sati Narmada, regia di Ishwarlal (1950)
- Wafa, regia di J. P. Advani (1950)
- Saagar, regia di Paidi Jairaj (1951)
- Shri Vishnu Bhagwan, regia di Raja Nene (1951)
- Shri Ganesh Janma, regia di Jayant Desai (1951)
- Pyar Ki Baten, regia di Akhtar Hussein (1951)
- Nau Bahar, regia di Anand Kumar (1952)
- Aandhiyan, regia di Chetan Anand (1952)
- Tamasha, regia di Phani Majumdar (1952)
- Sangdil, regia di R.C. Talwar (1952)
- Anjaam, regia di Shanti Kumar (1952)
- Aladdin Aur Jadui Chirag, regia di Homi Wadia (1952)
- Parineeta, regia di Bimal Roy (1953)
- Thokar, regia di Lekhraj Bhakri (1953)
- Teen Batti Char Raasta, regia di Shantaram Rajaram Vankudre (1953)
- Rail Ka Dibba, regia di Prem Narayan Arora (1953)
- Papi, regia di Chandulal Shah (1953)
- Naulakha Haar, regia di Harsukh Jagneshwar Bhatt e Bhalchandra Shukla (1953)
- Laila Majnu, regia di K. Amarnath (1953)
- Jeewan Jyoti, regia di Mahesh Kaul (1953)
- Foot Path, regia di Zia Sarhadi (1953)
- Fareb (1953)
- Dil-E-Nadan, regia di Abdul Rashid Kardar (1953)
- Dharma Pathni, regia di Ramchandra Thakur (1953)
- Chacha Chowdhury, regia di Raja Paranjpe (1953)
- Armaan, regia di Fali Mistry (1953)
- 1954 - Adhikar
- 1954 - Alibaba and 40 Thieves
- 1954 - Amar
- 1954 - Boot Polish
- 1954 - Chakradhari
- 1954 - Halla Gulla
- 1954 - Ilzam
- 1954 - Jagriti
- 1954 - Laadla
- 1954 - Mangu
- 1954 - Mayurpankh
- 1954 - Nagin
- 1954 - Shama Parwana
- 1954 - Shart
- 1954 - Taxi Driver
- 1955 - Baap Re Baap
- 1955 - Bandish
- 1955 - Daku
- 1955 - Devdas
- 1955 - Hatimtai Ki Beti
- 1955 - House No. 44
- 1955 - Luter
- 1955 - Marine Drive
- 1955 - Mast Qalandar
- 1955 - Milap
- 1955 - Miss Coca Cola
- 1955 - Railway Platform
- 1955 - Sardar
- 1955 - Sati Madalasa
- 1955 - Shree 420
- 1955 - Shree Ganesh Vivah
- 1955 - Swami Vivekananda
- 1955 - Vachan
- 1955 - Waman Avtar
- 1956 - Basant Bahar
- 1956 - Basre Ki Hoor
- 1956 - C. I. D.
- 1956 - Chhoo Mantar
- 1956 - Chori Chori
- 1956 - Diwali Ki Raat
- 1956 - Funtoosh
- 1956 - Guru Ghantal
- 1956 - Halaku
- 1956 - Hum Sab Chor Hain
- 1956 - Insaaf
- 1956 - Jagte Raho
- 1956 - Kismat
- 1956 - Mem Sahib
- 1956 - Shatranj
- 1956 - Shirin Farhad
- 1956 - Sipahsalar
- 1957 - Ab Dilli Door Nahin
- 1957 - Arpan
- 1957 - Apradhi Kaun?
- 1957 - Dekh Kabira Roya
- 1957 - Duniya Rang Rangeeli
- 1957 - Ek Gaon Ki Kahani
- 1957 - Ek Jhalak
- 1957 - Ek-Saal
- 1957 - Hum Panchhi Ek Daal Ke
- 1957 - Johnny Walker
- 1957 - Mai Baap
- 1957 - Mera Salaam
- 1957 - Mirza Sahiban
- 1957 - Miss Mary
- 1957 - Mother India
- 1957 - Mr. X
- 1957 - Naya Daur
- 1957 - Nau Do Gyarah
- 1957 - Paying Guest
- 1957 - Qaidi
- 1957 - Sharada
- 1957 - Tumsa Nahin Dekha
- 1957 - Ustad
- 1958 - Aakhri Dao
- 1958 - Adalat
- 1958 - Amar Deep
- 1958 - Dilli Ka Thug
- 1958 - Do Phool
- 1958 - Ek Shola
- 1958 - Lajwanti
- 1958 - Farishta
- 1958 - Howrah Bridge
- 1958 - Kala Pani
- 1958 - Lajwanti
- 1958 - Mujrim
- 1958 - Phagun
- 1958 - Phir Subah Hogi
- 1958 - Sitaron Se Aage
- 1958 - Sone Ki Chidiya
- 1958 - Talaq
- 1959 - Bank manager
- 1959 - Bhai Bahen
- 1959 - Chalti Ka Naam Gaadi
- 1959 - Dhool Ka Phool
- 1959 - Dil Deke Dekho
- 1959 - Do Ustad
- 1959 - Insaan Jaag Utha
- 1959 - Kali Topi Lal Rumal
- 1959 - Mr. Cartoon M.A.
- 1959 - Navrang
- 1959 - Paigham
- 1959 - Sujata

### Anni 60
- 1960 - Aanchal
- 1960 - Barsaat Ki Raat
- 1960 - Basant
- 1960 - Bombai Ka Babu
- 1960 - Dil Apna Aur Preet Parai
- 1960 - Jaali Note
- 1960 - Kalpana
- 1960 - Kohinoor
- 1960 - Manzil
- 1961 - Gharana
- 1961 - Hum Dono
- 1961 - Pyaar Ka Saagar
- 1961 - Stree
- 1962 - Aarti
- 1962 - Babar
- 1962 - Ek Musafir Ek Hasina
- 1962 - Kala Samundar
- 1962 - Pyar Ki Jeet
- 1962 - Sahib Bibi Aur Ghulam
- 1962 - Vallah Kya Baat Hai
- 1963 - Akeli mat jaiyo
- 1963 - Bandini
- 1963 - Dil Hi To Hai
- 1963 - Gumrah
- 1963 - Gyara Hazar Ladkiyan
- 1963 - Mujhe Jeene Do
- 1963 - Phir Wohi Dil Laya Hoon
- 1963 - Yeh Dil Kisko Doon
- 1963 - Yeh Rastey Hain Pyar Ke
- 1964 - Ayee Milan Ki Bela
- 1964 - Challenge
- 1964 - Door ki Awaaz
- 1964 - Geet Gaaya Pattharon Ne
- 1964 - Hum Sab Ustad Hain
- 1964 - Jahan Ara
- 1964 - Kashmir Ki Kali
- 1964 - Sharabi
- 1964 - Ziddi
- 1965 - Kaajal
- 1965 - Mere Sanam
- 1965 - Punar Milan
- 1965 - Teen devian
- 1965 - Waqt
- 1966 - Anupama
- 1966 - Baharen Phir Bhi Aayengi
- 1966 - Dus Lakh
- 1966 - Main Suhagan Hoon
- 1966 - Mamta
- 1966 - Mera Saaya
- 1966 - Mohabbat zindagi hai
- 1966 - Nai Umar Ki Nai Fasal
- 1966 - Sawan ki ghata
- 1966 - Teesri Kasam
- 1966 - Teesri Manzil
- 1966 - Yeh Raat Phir Na Ayegi
- 1967 - An Evening In Paris
- 1967 - Aurat
- 1967 - Bahu Begum
- 1967 - Hare Kanch Ki Chooriyan
- 1967 - Jewel Thief
- 1967 - Laat Saab
- 1967 - Nasihat
- 1967 - Paying Guest
- 1968 - Ankhen
- 1968 - Humsaya
- 1968 - Kahin Din Kahin Raat
- 1968 - Padosan
- 1968 - Shikar
- 1968 - Sunghursh
- 1969 - Aradhana
- 1969 - Chanda aur Bijli
- 1969 - Dil Aur Mohabbat
- 1969 - Ek Phool Do Mali
- 1969 - Ek Shriman Ek Shrimati
- 1969 - Kismat

### Anni 70
- 1970 - Aan Milo Sajna
- 1970 - Abhinetri
- 1970 - Bombay Talkie
- 1970 - Devi
- 1970 - Ehsan
- 1970 - Ganwaar
- 1970 - Geet
- 1970 - Gunahon Ka Raaste
- 1970 - Himmat
- 1970 - Humjoli
- 1970 - Ilzam
- 1970 - Insaan Aur Shaitan
- 1970 - Ishq Par Zor Nahin
- 1970 - Jawab
- 1970 - Johny Mera Naam
- 1970 - Kab? Kyoon? Aur Kahan?
- 1970 - Kankan De Ohle
- 1970 - Kati Patang
- 1970 - Khilona
- 1970 - Maa Aur Mamta
- 1970 - Maa Ka Aanchal
- 1970 - Maharaja
- 1970 - Man Ki Aankhen
- 1970 - Mastana
- 1970 - Mera Naam Joker
- 1970 - Mere Humsafar
- 1970 - Moojrim
- 1970 - My Love
- 1970 - Naya Raasta
- 1970 - Raaton Ka Raja
- 1970 - Pagla Kahin Ka
- 1970 - Pavitra Paapi
- 1970 - Purab Aur Pachhim
- 1970 - Saas Bhi Kabhi Bahu Thi
- 1970 - Sachaa Jhutha
- 1970 - Sawan Bhadon
- 1970 - Sharafat
- 1970 - Suhana Safar
- 1970 - The Train
- 1970 - Tum Haseen Main Jawan
- 1970 - Yaadgaar
- 1971 - Adhikar
- 1971 - Andaz
- 1971 - Badnam Farishte
- 1971 - Banphool
- 1971 - Beharoopia
- 1971 - Bikhare Moti
- 1971 - Buddha Mil Gaya
- 1971 - Caravan
- 1971 - Chahat
- 1971 - Chhadmabeshi
- 1971 - Chhoti Bahu
- 1971 - Chingari
- 1971 - Ek Nari Ek Brahmachari
- 1971 - Elaan
- 1971 - Hare Rama Hare Krishna
- 1971 - Haseenon Ka Devata
- 1971 - Hungama
- 1971 - Jawan Mohabbat
- 1971 - Johar Mehmood in Hong Kong
- 1971 - Jwala
- 1971 - Kahin Aar Kahin Paar
- 1971 - Kal Aaj Aur Kal
- 1971 - Kathputli
- 1971 - Kuheli
- 1971 - Lagan
- 1971 - Lakhon Me Ek
- 1971 - Lal Patthar
- 1971 - Main Sunder Hoon
- 1971 - Man Mandir
- 1971 - Maryada
- 1971 - Nadaan
- 1971 - Paras
- 1971 - Paraya Dhan
- 1971 - Parde Ke Peechey
- 1971 - Parwana
- 1971 - Patanga
- 1971 - Preet Ki Dori
- 1971 - Preetam
- 1971 - Rakhwala
- 1971 - Reshma Aur Shera
- 1971 - Saat Sawal Yane Haatim Tai
- 1971 - Saaz Aur Sanam
- 1971 - Seema
- 1971 - Sharmeelee
- 1971 - Sher E Watan
- 1971 - Shri Krishna Leela
- 1971 - Tere Mere Sapne
- 1972 - Apna Desh
- 1972 - Ek Bar Muskura Do
- 1972 - Parichay
- 1972 - Samadhi
- 1972 - Seeta Aur Geeta
- 1973 - Anamika
- 1973 - Anhonee
- 1973 - Dharma
- 1973 - Yaadon Ki Baarat
- 1974 - Geeta Mera Naam
- 1974 - Madhosh
- 1975 - Dharam Karam
- 1976 - Chhoti Si Baat
- 1976 - Nagin
- 1977 - Hum Kisi Se Kum Naheen
- 1977 - Shirdi Ke Sai Baba
- 1978 - Don
- 1978 - Main Tulsi Tere Aangan Ki
- 1978 - Muqaddar Ka Sikandar
- 1978 - Shalimar
- 1979 - Gautam Govinda
- 1979 - Jaani Dushman
- 1979 - Suhaag
- 1979 - The Great Gambler

### Anni 80
- 1980 - Bandish
- 1980 - The Burning Train
- 1981 - Commander
- 1981 - Laawaris
- 1981 - Rocky
- 1981 - Umrao Jaan
- 1982 - Ashanti
- 1982 - Namak Halaal
- 1982 - Ustadi Ustad Se
- 1983 - Avtaar
- 1983 - Coolie
- 1983 - Qayamat
- 1983 - Sadma
- 1983 - Taqdeer
- 1984 - Jaag Utha Insan
- 1984 - Jagir
- 1984 - Manzil Manzil
- 1984 - Purana Mandir
- 1984 - Qaidi
- 1984 - Sharaabi
- 1984 - Sohni Mahiwal
- 1984 - Sunny
- 1985 - Aakhir Kyon
- 1985 - Bhavani Junction
- 1985 - Zabardast
- 1986 - Angaraay
- 1986 - Anokha Rishta
- 1986 - Bhagwaan Dada
- 1986 - Ilzaam
- 1986 - Jaal
- 1986 - Jeeva
- 1986 - Jhooti
- 1986 - Muddat
- 1987 - Mera Suhag
- 1988 - Ijaazat
- 1989 - Ilaaka
- 1989 - Prem Pratigyaa

### Anni 90
- 1990 - Agneekaal
- 1990 - Agni Kanya
- 1990 - Awaargi
- 1990 - Apon Amar Apon
- 1990 - Byabadhan
- 1990 - Chor Pe Mor
- 1990 - Debata
- 1990 - Garmil
- 1990 - Ghayal
- 1990 - Gunahon Ka Devta
- 1990 - Jaan-E-Wafa
- 1990 - Jai Shiv Shankar
- 1990 - Jurm
- 1990 - Kaaranama
- 1990 - Karishma Kali Kaa
- 1990 - Khatarnaak
- 1990 - Kishen Kanhaiya
- 1990 - Lekin...
- 1990 - Mandira
- 1990 - Naaka Bandi
- 1990 - Police Public
- 1990 - Pratigya
- 1990 - Roti Kee Keemat
- 1990 - Sailaab
- 1990 - Shera Shamshera
- 1990 - Tejaa
- 1990 - Thanedaar
- 1990 - Zimmedaaar
- 1991 - Aaj Ka Samson
- 1991 - Abhagini
- 1991 - Afsana Pyar Ka
- 1991 - Begunaah
- 1991 - Bourani
- 1991 - Chino
- 1991 - Dushman Devta
- 1991 - Dushmani Jattan Di
- 1991 - Farishtay
- 1991 - First Love Letter
- 1991 - Gunehgar Kaun
- 1991 - Indrajeet
- 1991 - Insaaf Ka Khoon
- 1991 - Jhoothi Shaan
- 1991 - Kagojer Nouka
- 1991 - Nabab
- 1991 - Pati Param Guru
- 1991 - Pratikar
- 1991 - Pyaar Ka Saaya
- 1991 - Qurbani Rang Layegi
- 1991 - Rajnartaki
- 1991 - Roohani Taaqat
- 1991 - Sau Crore
- 1991 - Vishnu-Devaa
- 1992 - Ashwamedham
- 1992 - Balwaan
- 1992 - Bekhudi
- 1992 - Bondhu Amar
- 1992 - Chamatkar
- 1992 - Dil Ka Kya Kasoor
- 1992 - Dil Ne Ikaar Kiya
- 1992 - Drohi
- 1992 - Isi Ka Naam Zindagi
- 1992 - Kal Ki Awaz
- 1992 - Khiladi
- 1992 - Khule-Aam
- 1992 - Laat Saab
- 1992 - Lambu Dada
- 1992 - Maa
- 1992 - Maarg
- 1992 - Naseebwaala
- 1992 - Sarphira
- 1992 - Shet Patharer Thala
- 1992 - Siyasat
- 1992 - Surer Bhubane
- 1992 - Suryavanshi
- 1992 - Vansh
- 1992 - Zindagi Ek Juaa
- 1992 - Zulm Ki Hukumat
- 1993 - Aaina
- 1993 - Aankhen
- 1993 - Baazigar
- 1993 - Divya Shakti
- 1993 - Gardish
- 1993 - Gumrah
- 1993 - Gurudev
- 1993 - Jeevan Ki Shatranj
- 1993 - Kala Coat
- 1993 - King Uncle
- 1993 - Lootere
- 1993 - Pehla Nasha
- 1993 - Pyaar Ka Tarana
- 1993 - Rudaali
- 1993 - Sainik
- 1993 - Shreemaan Aashique
- 1993 - Tomar Rakte Amar Sohag
- 1993 - Waqt Hamara Hai
- 1993 - Zakhmi Rooh
- 1993 - Zakhmo Ka Hisaab
- 1994 - Andaz Apna Apna
- 1994 - Baali Umar Ko Salaam
- 1994 - Chaand Kaa Tukdaa
- 1994 - Dhusar Godhuli
- 1994 - Ganga Aur Ranga
- 1994 - Gangster
- 1994 - Insaniyat
- 1994 - Janam Se Pehle
- 1994 - Main Khiladi Tu Anari
- 1994 - Salaami
- 1994 - Vaade Iraade
- 1994 - Vazir
- 1994 - Vishwavinayak
- 1994 - Zamane Se Kya Darna
- 1995 - Dilwale Dulhania Le Jayenge
- 1995 - Fauji
- 1995 - Kalyug Ke Avtaar
- 1995 - Mejo Bou
- 1995 - Prem Pinda
- 1995 - Rangeela
- 1995 - Saajan Ki Baahon Mein
- 1995 - Sargam
- 1995 - Sarhad: The Border of Crime
- 1997 - Dil To Pagal Hai
- 1998 - Pyaar To Hona Hi Tha
- 1999 - Thakshak

### Anni 2000
- 2000 - Aakhir Kaun Thi Woh?
- 2000 - Dil Pe Mat Le Yaar!!
- 2000 - Fiza
- 2000 - Kaho Naa Pyaar Hai
- 2000 - Karobaar: The Business of Love
- 2000 - Khauff
- 2000 - Le Chal Apne Sang
- 2000 - Shikari
- 2001 - Ashi Gyaneshwari
- 2001 - Grahan
- 2001 - Jeevan Saathi
- 2001 - Lagaan
- 2001 - Love Ke Liye Kuch Bhi Karega
- 2001 - Yaadein
- 2002 - Be-Lagaam
- 2002 - Chhal
- 2002 - Company
- 2002 - Devdas
- 2002 - Filhaal...
- 2002 - Koi Diya Jale Kahin
- 2002 - Mere Yaar Ki Shaadi Hai
- 2002 - Rishtey
- 2002 - Saathiya
- 2002 - Soch
- 2002 - Vogliamo essere amici?
- 2003 - Aapko Pehle Bhi Kahin Dekha Hai
- 2003 - Chupke Se
- 2003 - Escape from Taliban
- 2003 - Footpath
- 2003 - Joggers' Park
- 2003 - Khwahish
- 2003 - Sandhya
- 2003 - Satta
- 2003 - Tehzeeb
- 2004 - Dev
- 2004 - Kis Kis Ki Kismat
- 2004 - Lakeer
- 2004 - Meenaxi: Tale of 3 Cities
- 2004 - Yeh Lamhe Judaai Ke
- 2005 - Awargi
- 2005 - Bewafaa
- 2005 - Bhagmati
- 2005 - Chandramukhi
- 2005 - Page 3
- 2005 - Hazoor-e-Ala
- 2005 - Lucky: No Time for Love
- 2006 - Aatma
- 2006 - Aap Ke Dil Mein
- 2006 - Bewaafa
- 2006 - Corporate
- 2006 - Darna Zaroori Hai
- 2006 - Se scappi ti trovo
- 2006 - Teesri Aankh The Hidden Camera
- 2006 - Utthaan
- 2006 - Waris Shah: Ishq Daa Waaris
- 2006 - Yatra
- 2007 - Aap Kaa Surroor: The Moviee - The Real Luv Story
- 2007 - Chandamama
- 2007 - Ek Krantiveer: Vasudev Balwant Phadke
- 2007 - Mein Ek Din Laut Kay Aaoon Ga
- 2007 - Shri Siddhivinayak Mahima
- 2008 - 1920
- 2008 - Mr. White Mr. Black

### Anni 2010
- 2011 - Chargesheet
- 2013 - Mai
- 2014 - Darr Ke Aage Jeet Hai
- 2014 - Miss Match
- 2014 - Parapaar
- 2014 - Revolver Rani
- 2015 - 31st October
- 2015 - Black Home
- 2015 - Hum Baja Bajaa Denge
- 2017 - Begum Jaan

## Discografia

### 33 giri

#### Album studio
- 1971 - An Unforgettable Treat (Columbia, S/ 33ECX 3255)
- 1977 - Gujarati Modern Songs (Columbia, S/33ECX 3305)
- 1978 - Rajasthani Bhajans (Columbia)
- 1979 - Om Namah Shivaya Chants (Columbia)
- 1980 - Baro Asha Kore Esechhi - Songs Of Rabindranath (HMV, ECSD 2606)
- 1983 - Meraj-E-Ghazal (con Ghulam Ali) (His Master's Voice, ECSD 2926/27)
- 1984 - Money Padey Ruby Roy
- 1985 - Aabshar-e-Ghazal (con Hariharan) (CBS, IND 1142)
- 1985 - Maa Ki Mahima (T - Series, SNLP 5010)
- 1985 - Reshmi Churi (con R. D. Burman) (EMI)
- 1986 - Phire Elaam (con R. D. Burman) (HMV)
- 1986 - Uoon Savali - Marathi Geete (con Arun Date) (EMI, PSLP 1417)
- 1987 - Dil Padosi Hai (con R. D. Burman & Gulzar) (EMI, PSLP 1468 69)
- 1988 - Bou Katha Kao (con R. D. Burman) (HMV)
- 1988 - Kashish (EMI, PSLP 3027)

#### Live
- 1979 - Live At Royal Albert Hall, London (con R. D. Burman) (His Master's Voice, PEASD 2019/2020)
- 1984 - In Concert - Sold Out (Concord Records, 01-0002)

### Musicassette
- 1985 - Aabshar-e-Ghazal (con Hariharan) (CBS, IND 1142)
- 1988 - Bou Katha Kao (con R. D. Burman) (HMV)
- 1990 - Ga Pa Ga Re Sa (con R. D. Burman) (HMV)
- 1990 - Mein Bairagan Ho Gayi (His Master's Voice)
- 1990 - Punjabi Devotional (His Master's Voice)
- 1992 - Meghali (con Kumar Sanu) (His Master's Voice)
- 1996 - Nazrul Geeti, Vol. 1 (Super Cassettes Industries Limited)
- 1996 - Nazrul Geeti, Vol. 2 (Super Cassettes Industries Limited)

### Compact disc

#### Album studio
- 1990 - Chham Chham Nachdi Phiran (con Alaap) (Multitone Records Ltd., DMUT 1121)
- 1993 - Bala Main Bairagan Hungi (con Usha Mangeshkar & Meena Khadikar) (His Master's Voice)
- 1993 - Hari Darshan (con Pradeep Vaidya) (Sony Music)
- 1994 - Panchami Surey - Tribute To R.D Burman (Pan Music)
- 1994 - Ritu Hirwa (Marathi Bhavgeet) (Venus Worldwide Entertainment)
- 1995 - Uchche Ghar Wich Mangne Nee (con Mangal Singh) (Music Waves)
- 1996 - Legacy (con Ali Akbar Khan) (AMMP)
- 1996 - Nazrul Geeti, Vol. 1 (Super Cassettes Industries Limited)
- 1996 - Nazrul Geeti, Vol. 2 (Super Cassettes Industries Limited)
- 1996 - Personal Memories Rahul & I (Vol.1) (Universal Music India)
- 1996 - Personal Memories Rahul & I (Vol.2) (Universal Music India)
- 1997 - Asha Aur Khayyam (Universal Music India)
- 1997 - Barse Badal... Sargam.. (con Adnan Sami) (OSA)
- 1997 - Jaanam Samjha Karo (Universal Music India)
- 1998 - Asha Once More (Universal Music India)
- 1999 - Kahat Kabir (Universal Music India)
- 2000 - Aarti Vandan (Saregama)
- 2000 - Jani Mhane Deva (Sant Janabai Abhang) (Sony Music Entertainment India)
- 2000 - Kabhi Nazar milao (con Adnan Sami Khan) (Magnasound Media)
- 2001 - Aap Ki Asha (Universal Music India)
- 2001 - Songs Of My Soul - Volume 1 (Universal Music India)
- 2001 - Songs Of My Soul - Volume 2 (Universal Music India)
- 2001 - Shri Ram Krishna Dhun (Saregama)
- 2005 - A Brand New Album (Saregama India)
- 2005 - You've Stolen My Heart: Songs From R.D. Burman's Bollywood (con Kronos Quartet) (Nonesuch, 79856-2)
- 2006 - Anandamayi Chaitanyamayi (Saregama)
- 2006 - Asha Reveals Real Rd (Baierle Records)
- 2006 - Mangalmurti Ganesh (Times music)
- 2008 - Precious Platinum (75 Years Of Asha) (Times Square Records)
- 2009 - Mone Rekho (Asha Audio)
- 2010 - Naina Lagai Ke (con Shujaat Husain Khan) (Four Quarters Entertainment)
- 2014 - Pancham Tumi Kothay - Tribute To R.D. Burman (Saregama)
- 2015 - Dil - E - Nadaan (con Shankar Sahney) (Mom Music)
- 2015 - Talima Kanku Veray (Entertainment Pvt Ltd)
- 2016 - 82 (Autoprodotto)

#### Live
- 2000 - Yere Ghana (Sony Music Entertainment India)
- 2004 - An Era In An Evening (Sony Music Entertainment India)
- 2014 - Live in Holland (Amstel records)